# تل صبي أبيض
تل صبي أبيض (بالإنجليزية: Tell Sabi Abyad)‏ هو موقع أثري يقع في وادي نهر البليخ في شمال سوريا. يتكون الموقع من أربعة تلال من عصور ما قبل التاريخ مرقمة كتل صبي أبيض من الأول إلى الرابع. أظهرت الحفريات المكثفة أن هذه المواقع كانت مأهولة بالفعل حوالي 7500 إلى 5500 قبل الميلاد، وإن لم يكن ذلك دائمًا في نفس الوقت؛ انتقل استقرار البشر في هذه المستوطنة ذهابًا وإيابًا بين هذه المواقع الأربعة.
تم اكتشاف أقدم فخار من سوريا هنا. وتعود لوالي 6900-6800 قبل الميلاد، وتتكون من الأواني المعدنية، وأحيانًا الأواني المطلية.

## الحفريات
قاد عالم الآثار بيتر أكرمانس منذ عام 1986 حفريات مكثفة في تل صبي أبيض الأول والثاني والثالث. أجريت المسوحات في التل الرابع، لكن لم تكن إجراء الحفريات ممكنا بسبب استخدامه كمقبرة محلية.

### الفخار
تم اكتشاف أنه في حوالي 6700 قبل الميلاد، تم إنتاج الفخار بكميات كبيرة بالفعل.
يشبه الفخار في تل صبي أبيض إلى حد ما ما تم العثور عليه في مواقع ما قبل التاريخ الأخرى في سوريا وجنوب شرق تركيا. على سبيل المثال في تل هالولا، أركاتشاي تي هويوك،
ميزراه-تيليلات، وتل الصخر الأحمر.
ومع ذلك، فإن وجود الفخار الملون في تل صبي أبيض فريد من نوعه.

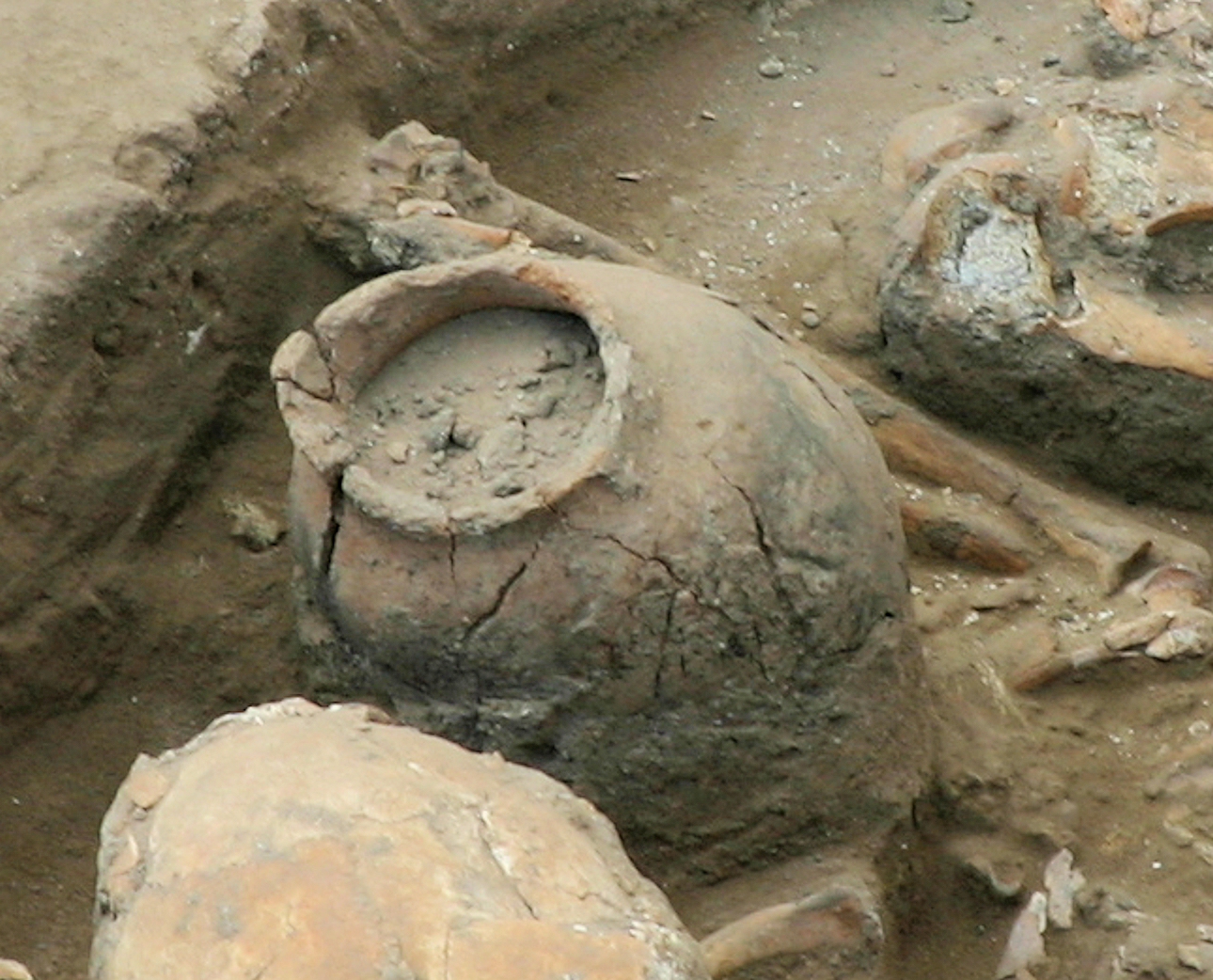
فخار من قبر في تل صبي أبيض

اكتشف علماء الآثار ما يبدو أنه أقدم فخار مطلي هنا. من اللافت للنظر، أن أقدم فخار كان ذا جودة عالية جدًا وبأن بعضه كان مطليًا بالفعل. في وقت لاحق، توقف العثور على الفخار الملون وانخفضت جودة الفخار.
يقول الباحث بيتر أكرمانس:
تُظهر اكتشافاتنا في تل صبي أبيض مرحلة أولية وجيزة جرب فيها الناس الفخار الملون. لكن هذا الاتجاه لم يستمر. على قدر مانستطيع فهمه تخلى الناس عن طلاء الفخار لقرون. بدلاً من ذلك، ركز الناس على إنتاج الأواني الخشنة غير المزخرفة. لم يبدأ الناس في إضافة الزخارف المرسومة مرة أخرى إلا حوالي عام 6200 قبل الميلاد. يعتبر السؤال عن سبب توقف سكان تل صبي أبيض في البداية عن طلاء الفخار من العصر الحجري الحديث سؤالا بلا إجابة في الوقت الحالي.
تشتمل الفخار التي تم العثور عليها في الموقع على أدوات مصقولة ذات واجهات سوداء وأواني فاخرة تشبه أواني حسونة و أواني سامراء. غالبًا ما تحتوي الأوعية والجرار على رقبة بزاوية وتصميمات هندسية مزخرفة، وبعضها يضم حيوانات ذات قرون. تم إنتاج حوالي ستة في المائة فقط من الفخار الذي تم العثور عليه محليًا.

### التغيرات الثقافية حوالي 6200 قبل الميلاد

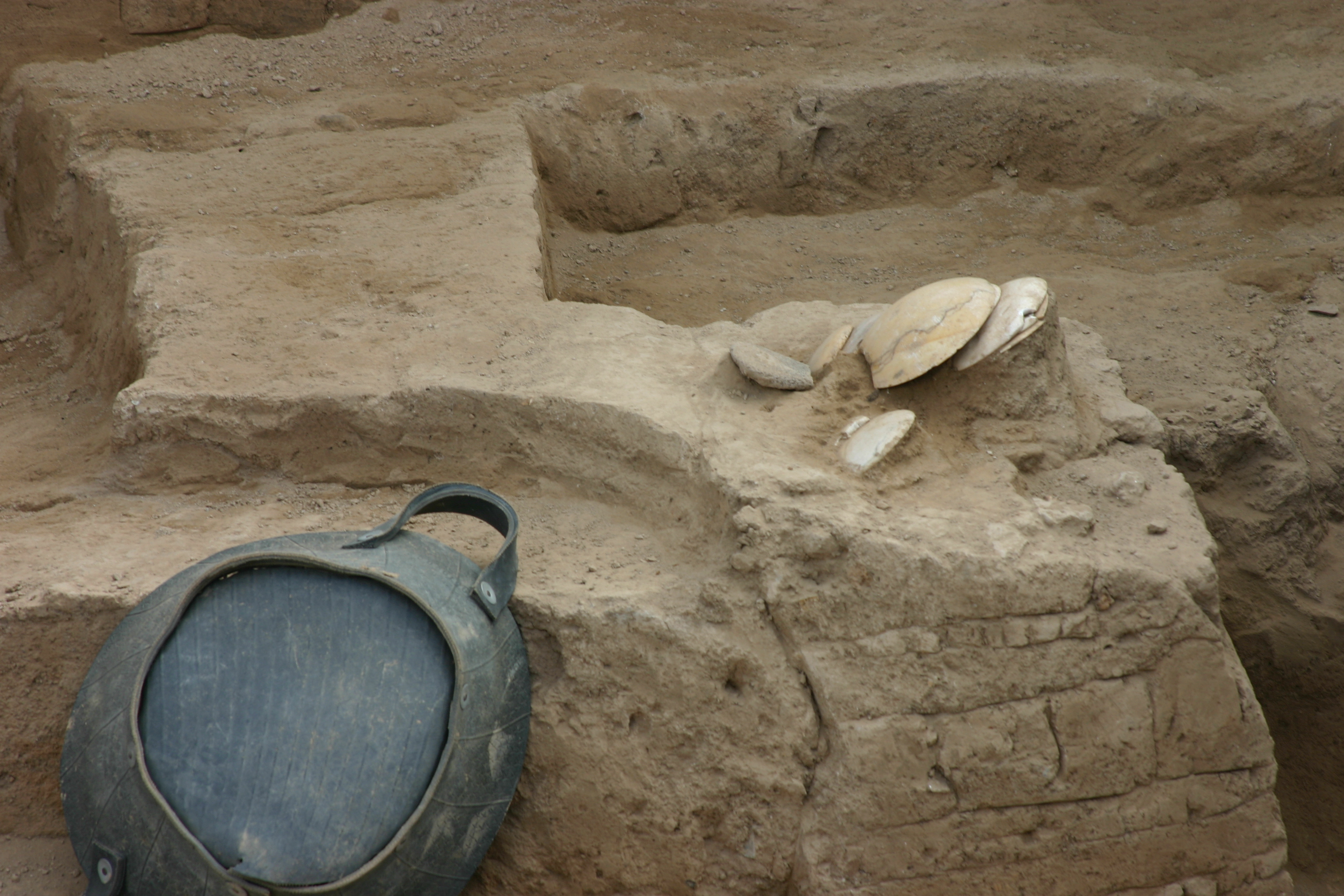
لوحات حجرية في تل صبي أبيض.

لوحظت تغيرات ثقافية كبيرة في حوالي 6200 قبل الميلاد، والذي يبدو أنه مرتبط بحدث 8.2 كيلو سنة ومع ذلك، لم يتم التخلي عن استقرار البشر في المستوطنة في ذلك الوقت.
يقول الباحث بيتر أكرمانس:
حدث تغيير مهم حوالي 6200 قبل الميلاد، بما في ذلك أنواع جديدة من العمارة، بما في ذلك المستودعات الواسعة والمباني الدائرية الصغيرة (ثولوي)؛ التطوير الإضافي للفخار في العديد من الأشكال والأواني المعقدة والمزخرفة في كثير من الأحيان؛ إدخال رؤوس سهام عرضية صغيرة ونقاط متشابكة قصيرة؛ كثرة وجود فقاعات المغزل الطينية، مما يوحي بحدوث تغييرات في صناعة المنسوجات؛ وإدخال الأختام كمؤشرات للممتلكات وتنظيم التخزين الخاضع للرقابة.

### قرية محترقة
تم اكتشاف «قرية محترقة» هنا. دمرته حريق عنيف حوالي 6000 قبل الميلاد.
تم انتشال العديد من القطع الأثرية من المباني المحترقة؛ وتشمل الأواني الفخارية والحجرية والتماثيل وجميع أنواع الأدوات. وكان هناك أيضا العديد من المخازن.
تم العثور على نوع من مبنى «الأرشيفات»، والذي يحتوي على مئات الأشياء الصغيرة مثل الخزف، والأصداف الحجرية والفؤوس، وأدوات العظام، والتماثيل المصنوعة من الطين للذكور والإناث. كان من المثير للدهشة بشكل خاص وجود أكثر من 150 ختمًا طينيًا بختم، بالإضافة إلى أحجار العد الصغيرة (الرموز) - مما يشير إلى نظام تسجيل وإدارة مبكر جدًا ومتطور.

### رموز الطين

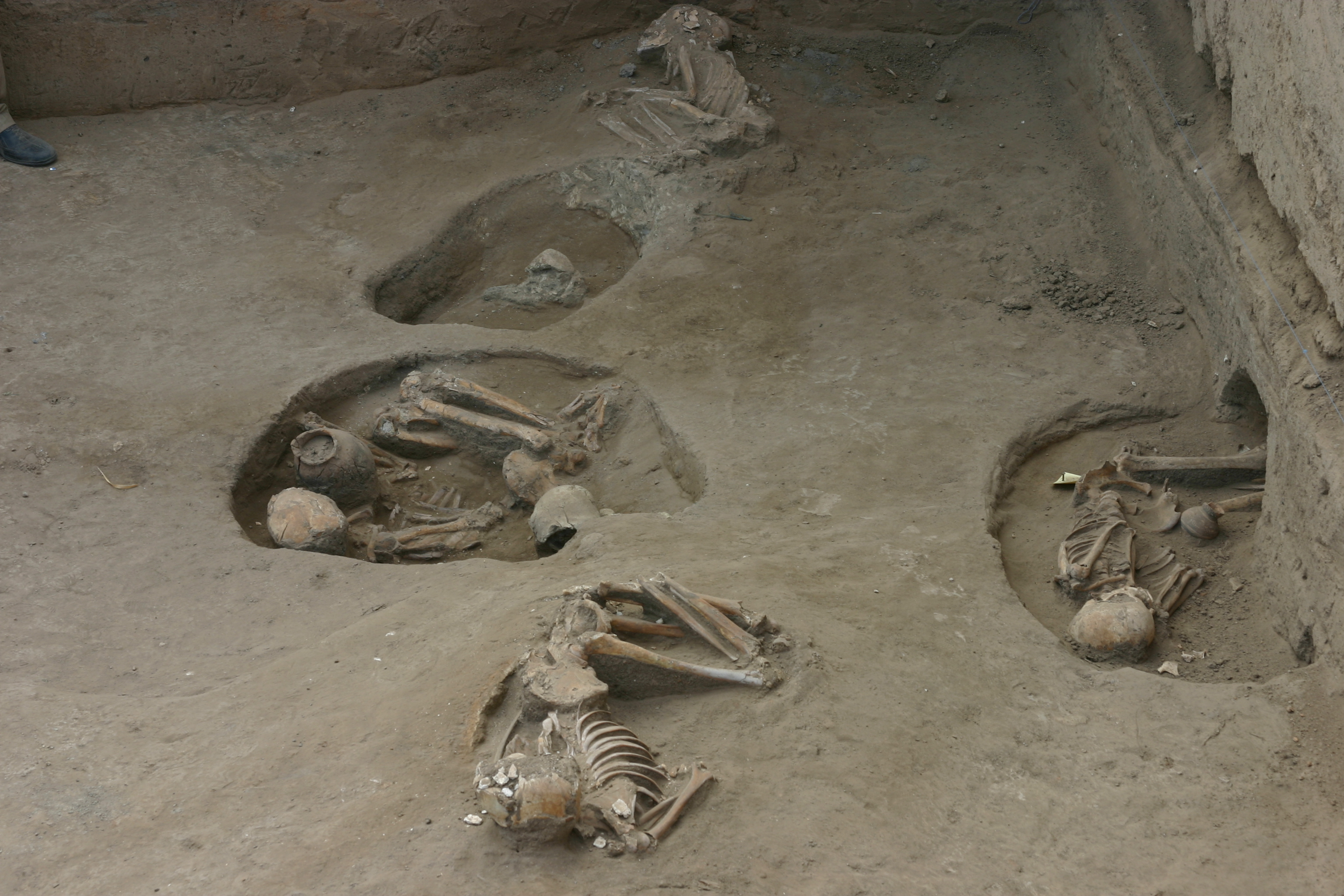
هياكل عظمية وأواني فخارية في تل صبي أبيض.

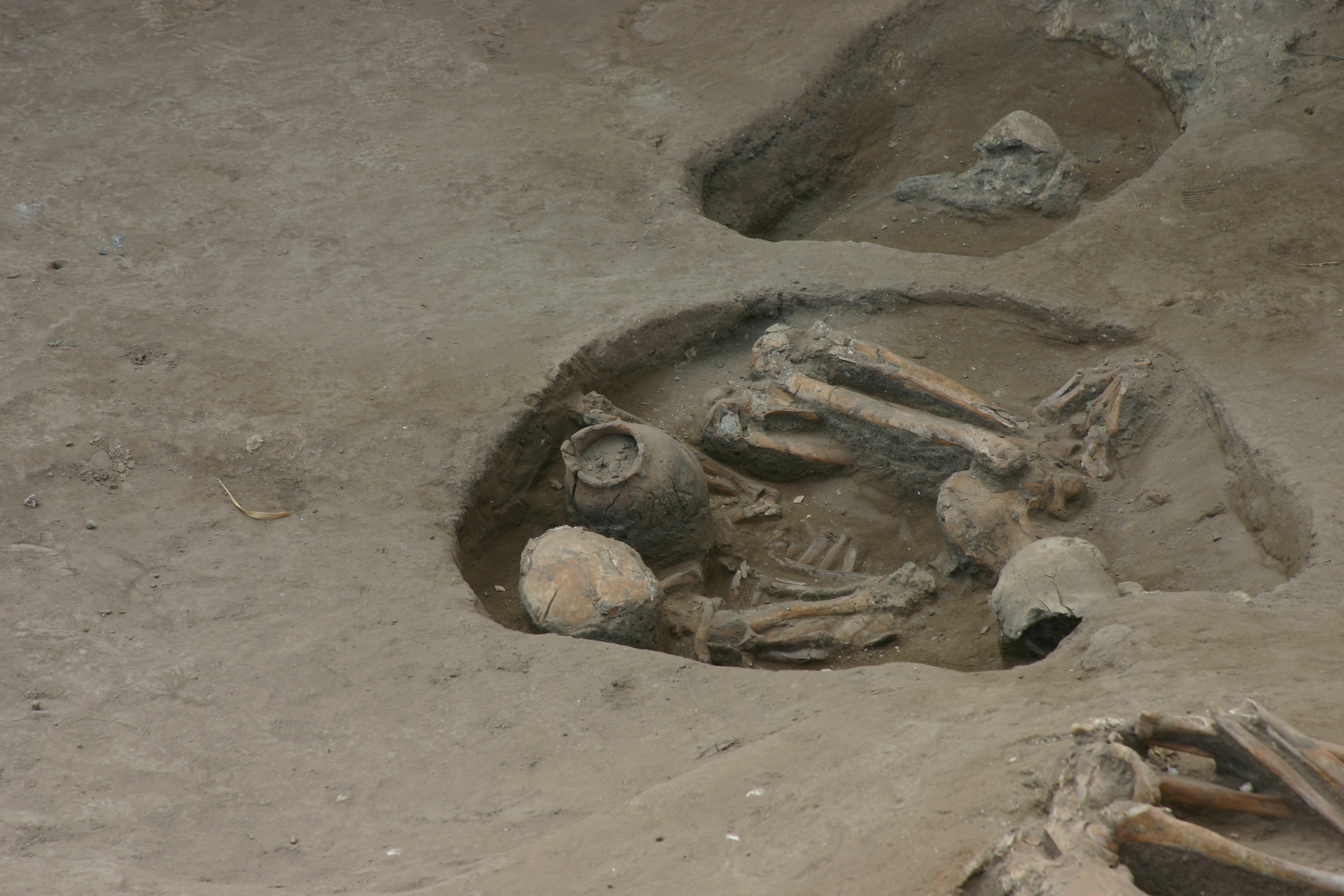
هيكل عظمي وأواني فخارية في تل صبي أبيض.

كشف الموقع عن أكبر مجموعة من الرموز والأختام الفخارية التي تم العثور عليها حتى الآن في أي موقع، مع العثور على أكثر من 275 تم صنعها بواسطة ما لا يقل عن 61 ختم. تم العثور على أجهزة التبادل هذه لأول مرة في المستوى الثالث من تل المربيط خلال العصر الحجري الحديث قبل الفخاري أ ومن المعروف أنها تطورت في العصر الحجري الحديث.

## تل صبي أبيض I

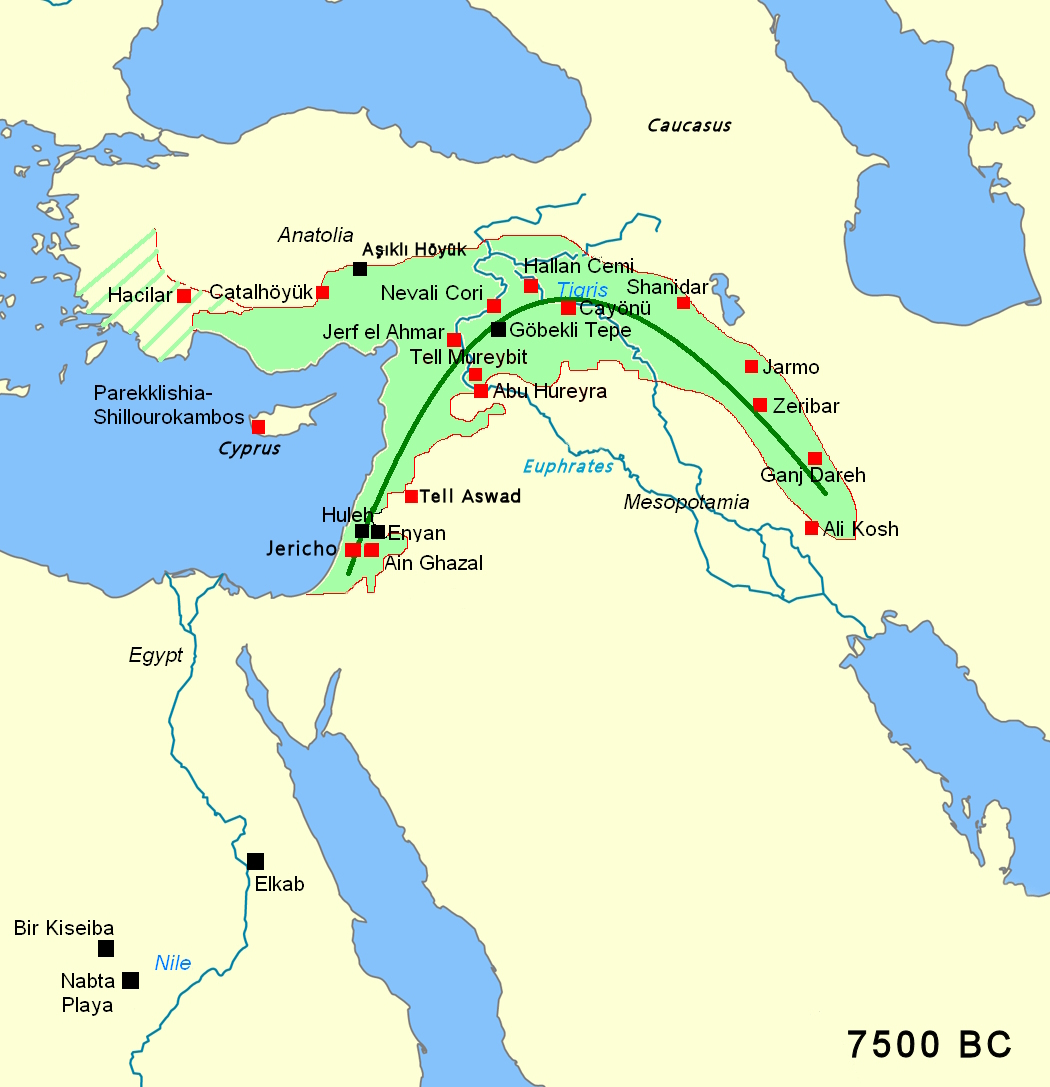
منطقة الهلال الخصيب حوالي 7500 قبل الميلاد وبها مواقع رئيسية. تل صبي أبيض هو أحد المواقع المهمة في العصر الحجري الحديث ما قبل الفخاري. لم يتم إستيطان منطقة بلاد الرافدين من قبل البشر بعد.

تم إستيطان البشر في تل صبي أبيض الأول، وهو أكبر المواقع، لأول مرة بين 5200 و 5100 قبل الميلاد خلال العصر الحجري الحديث. أظهرت مرحلة لاحقة من الإستيطان، أطلق عليها أكرمانز «انتقالية»، بين 5200 و 5100 قبل الميلاد. وأعقبتها فترة حضارة حلف مبكرة بين 5100 و 5000 قبل الميلاد. تميزت العمارة في مستوطنة الألفية السادسة بمباني مستطيلة متعددة الغرف مع هياكل مستديرة تسمى ثولوي والتي يعتقد أنها استخدت للتخزين.
تم تأريخ بقايا هيكل ضخم يسمى «قلعة» (بالإنجليزية: Fortress)‏ إلى فترة الإمبراطورية الآشورية الوسطى (العصر البرونزي المتأخر) بين 1550 و 1250 قبل الميلاد. كما تم العثور على مبانٍ منزلية، مما يوحي بأن المستوطنة كانت بلدة حدودية آشورية حيث كانت تتمركز حامية عسكرية. احتوى هيكل القلعة على ثماني غرف بجدران بعرض 2.5 متر (8.2 قدم) مبنية من الطوب الطيني وبها درج يؤدي إلى الطابق الثاني.

### الألواح المسمارية
تم اكتشاف أكثر من 400 لوح مسماري من أواخر القرنين الثالث عشر والثاني عشر قبل الميلاد.
حدث حريق كبير حوالي 1180 قبل الميلاد. ثم جرت محاولات ترميم وإعادة إعمار المباني بشكل جزئي. تشير النصوص المسمارية إلى أن المسؤولين الآشوريين ظلو حاضرين حتى نهاية القرن الثاني عشر، على الرغم من تراجع حجم المستوطنة.

### علم آثار الحيوان وعلم النبات القديم
كان في تل صبي أبيض اقتصاد زراعي متطور بالكامل في عهد حضارة حلف مع تدجين حيواني للماعز في الغالب، وكذلك تدجين الأغنام والماشية والخنازير. كما تم اصطياد عدد صغير من الغزلان، على الرغم من عدم وجود أدلة كافية على صيدها وعلى صيد الأسماك في الموقع.
اشتملت الأشجار التي كانت تنمو في ذلك الوقت على أشجار الحور والصفصاف والمران.
كان القمح ثنائي الحبة المدَّجن هو المحصول الأساسي المزروع إلى جانب القمح وحيد الحبة المدَّجن والشعير والكتان. تم العثور على عدد قليل من البازلاء والعدس مقارنة بالمواقع المماثلة.

## تل صبي أبيض II
بلغ قياس تل صبي أبيض II 75 مترًا (246 قدمًا) في 125 مترًا (410 قدمًا) في 4.5 مترًا (15 قدمًا) ارتفاعًا. أثبتت المصنوعات اليدوية التي تم العثور عليها استيطانا مبكرًا جدًا بتواريخ محددة تعود إلى حوالي 7550 و 6850 قبل الميلاد.
يعتبر أفق فترة العصر الحجري الحديث ما قبل الفخاري بي موجودا؛ يظهر الموقع لاحقًا تسلسلًا غير متقطع من مرحلة ما قبل الفخار إلى مرحلة الفخار.

## التدمير الجزئي للموقع في عام 2014
كشف الباحث بيتر أكرمانس في عام 2014 عن تعرض الموقع وبعض مرافق التخزين للنهب نتيجة الحرب الأهلية السورية.